# Steffen Hofmann
Steffen Hofmann est un footballeur allemand né le 9 septembre 1980 à Wurtzbourg.

## Biographie
Ce milieu de terrain offensif a débuté dans le prestigieux Bayern Munich, le grand club de sa région natale, la Bavière. Il ne réussit pas à s'y imposer, ne jouant qu'un seul match officiel avec le club bavarois et devant souvent se contenter d'une place en équipe réserve. 
Il s'engage en 2002 avec le Rapid Vienne, jadis le principal club d'Autriche et devenu à l'époque un banal club de milieu de tableau. Les résultats mettront du temps à arriver mais ils arriveront en 2005 avec à la clé un titre de champion d'Autriche (le second seulement en plus de quinze ans) et une qualification pour la phase de poules de la Ligue des champions. Le club autrichien finira dernier de son groupe, ne marquant que trois buts seulement (dont un étant l'œuvre de Steffen Hoffmann, contre le FC Bruges). 
En janvier 2006, il décide avec son coéquipier Andreas Ivanschitz de quitter le Rapid Vienne. Il rejoint alors le TSV Munich 1860, où il ne restera que l'espace de six mois, ne s'y étant jamais véritablement imposé. Il retourne à l'été 2006 au Rapid Vienne, club dont il deviendra le capitaine. Il y joue aujourd'hui encore. Après 2004, il vient d'être désigné pour la seconde fois "Joueur de l'année" en Autriche (2009).

## Palmarès
- Champion d'Autriche : 2005 et 2008 avec le Rapid Vienne
- Footballeur du championnat autrichien: 2004 et 2009
- Meilleurs buteurs du Champion d'Autriche: 2010
- Rapid Vienne
  - Coupe d'Autriche  :
    - Finaliste : 2017